# Vivien de Saintes
Vivien est évêque de Saintes au début du Ve siècle. Il est reconnu comme saint par l'Église catholique romaine sous le nom de saint Vivien de Saintes. Sa fête est le 28 août.

## Biographie
Le nom latin est Bibianus, à une époque exempte de bêtacisme, d'autant plus en Saintonge, ce qui peut faire soupçonner, pour son nom en français, un croisement avec Vivien de Sébaste. Ce point est confirmé par le nom occitan de plusieurs lieux nommés Saint-Vivien en français, comme Saint-Vivien (Dordogne) et Paussac-et-Saint-Vivien, qui est Sent Bebian o Sent Bébian, par recul de l'accent tonique. Or, ces lieux du Périgord gardent intacte la distinction entre v e b.
Sa vie est connue par une Victa anonyme donnée par Dom Martène dans la Gallia christiana, tome II, col. 1056, reprise dans la collection Acta Sanctorum Août, tome VI, page 212.
Vivien naît d’un père païen et d’une mère chrétienne qui le confia pour l'instruire à Ambroise évêque de Saintes. Il est nommé administrateur de la région de Saintes par l'empereur Honorius. Renonçant à cette charge, il devient prêtre dans sa trente-troisième année et partagea avec d'autres clercs la vie de cénobite.
Quand l'évêque Ambroise meurt au début du Ve siècle, il est élu pour le remplacer par les suffrages des évêques de la province et le sénat de la cité.
Les Visigoths d'Espagne ayant envahi l'Aquitaine jusqu'au Saintonge, leur roi Théodoric fit capturer et emmmener à Toulouse tous les notables de la cité qui s'étaient opposé à lui les armes à la main. Vivien se rendit auprès d'eux pour leur apporter la consolation, et sa renommée étant parvenu jusqu'au roi, celui-ci le convia à sa table avec d'autres évêques. Il gagna l'estime du roi Théodoric qui ordonna qu'on libère les prisonniers.
Il meurt le 28 août vers l'an 460 et est canonisé par l’Église ultérieurement. Il est fêté le 28 août.

## Église Saint-Vivien
Sur le tombeau de l'évêque Vivien a été instituée un confrérie de religieux suivant la Règle de saint Augustin qui a construit une première chapelle funéraire qui deviendra une église, comme pour son successeur Pallais de Saintes.
Au VIe siècle, l'évêque Eusèbe entreprit de reconstruire la basilique funéraire sur le plan plus vaste d'une église, mais mourut avant de l'avoir achevée; son successeur Émerius, nommé par le roi Clotaire Ier, dut demander une aide financière à Léonce le Jeune (510-564), noble natif de Saintes, évêque de Bordeaux qui avait participé au concile de Paris de 553, lequel était lié par le mariage à Placidine, arrière petite fille de Sidoine Apollinaire qui possédait une importante fortune qu'elle dépensait avec libéralité pour des oeuvres de piété. Émérius s'était réconcilié avec l'évêque de Bordeaux qui avait tenté de la déposer. En effet, après la mort de Clotaire Ier en 561, Léonce le Jeune qui était l'évêque métropolitain, avait réuni en 562 à Saintes un concile provincial qui, considérant que Émerius avait été fait évêque contre les canons de l'église par la seule faveur du roi Clotaire sans avoir été élu par le clergé et le peuple de la cité, ni ordonné par le métropolitain, décida de nommer à sa place Héracle, prêtre de Bordeaux. Celui-ci fut envoyé avec ses lettres de provision à la cour du roi Caribert pour obtenir son agrément, en passant par Tours pour recueillir celui de l'évêque saint Euphore qui refusa. Le roi trouva que la déposition d'Émérius avait fait injure à la mémoire de son père, il fit mettre Héracle sur un tombereau plein d'épines et l'envoya en exil dans cet équipage, puis condamna l'évêque de Bordeaux à payer mille écus d'amende, les autres prélats à des amendes proportionnées, puis envoya ses gens rétablir Émère sur le siège épiscopal de Saintes. Léonce le Jeune mourut peu après en 564 à l'âge de cinquante-quatre ans, mais la bienheureuse Placidine sa femme lui survécut quelques années. Léonce le Jeune est reconnu avec sa femme comme le bâtisseur de quatre églises dans sa ville de naissance: en l'honneur de Saint Vivien, de la Vierge, de Saint-Martin et de Saint Eutrope.
La confrérie religieuse est devenue au XIIe siècle un chapitre régulier dont les chanoines on reconstruit à cette époque l'église Notre-Dame de Rochefort qui conserve des parties de style roman et qu'ils desservaient jusqu'à la fin XVIIe siècle. Saint-Vivien avait fondé à l'époque mérovingienne d'autres églises à Vergeroux (Rochefort) qui a disparu, à Loire et à Magné (dont les origines gallo-romaines sont attestées).
Il existe dans le Saintonge deux autres églises romane dédiées à Saint Vivien, l'église Saint-Vivien de Pons dont il est question en 1169 dans une lettre de l'évêque de Saintes Adhémare, l'Église Saint-Vivien de Vandré un peu plus tardive, ainsi que celle de la paroisse de Saint-Vivien d'Aunis près de Chatelaillon, citée dans le Pouillé de 1377.
L'église canoniale a été détruite au XVIe siècle lors des guerres de religion et reconstruite beaucoup plus tard en 1617 sur le même emplacement.
En 1641, le clergé de Saintes donne son approbation pour créer un séminaire dirigé par les Lazaristes. En 1644, érection du séminaire de Saintes au prieuré Saint-Vivien de Saintes, lettres de patentes de confirmation de l'établissement par Louis XIV.
En 1666, les habitants de Rochefort, demandent la création d'une nouvelle cure. En 1687, un brevet de Louis XIV unit le prieuré Saint-Vivien à la cure de Rochefort. Une bulle d'Innocent XII la même année décrète la même réunion. En 1693, le roi cède le prieuré Saint-Vivien de Saintes aux Lazaristes établis à Rochefort.

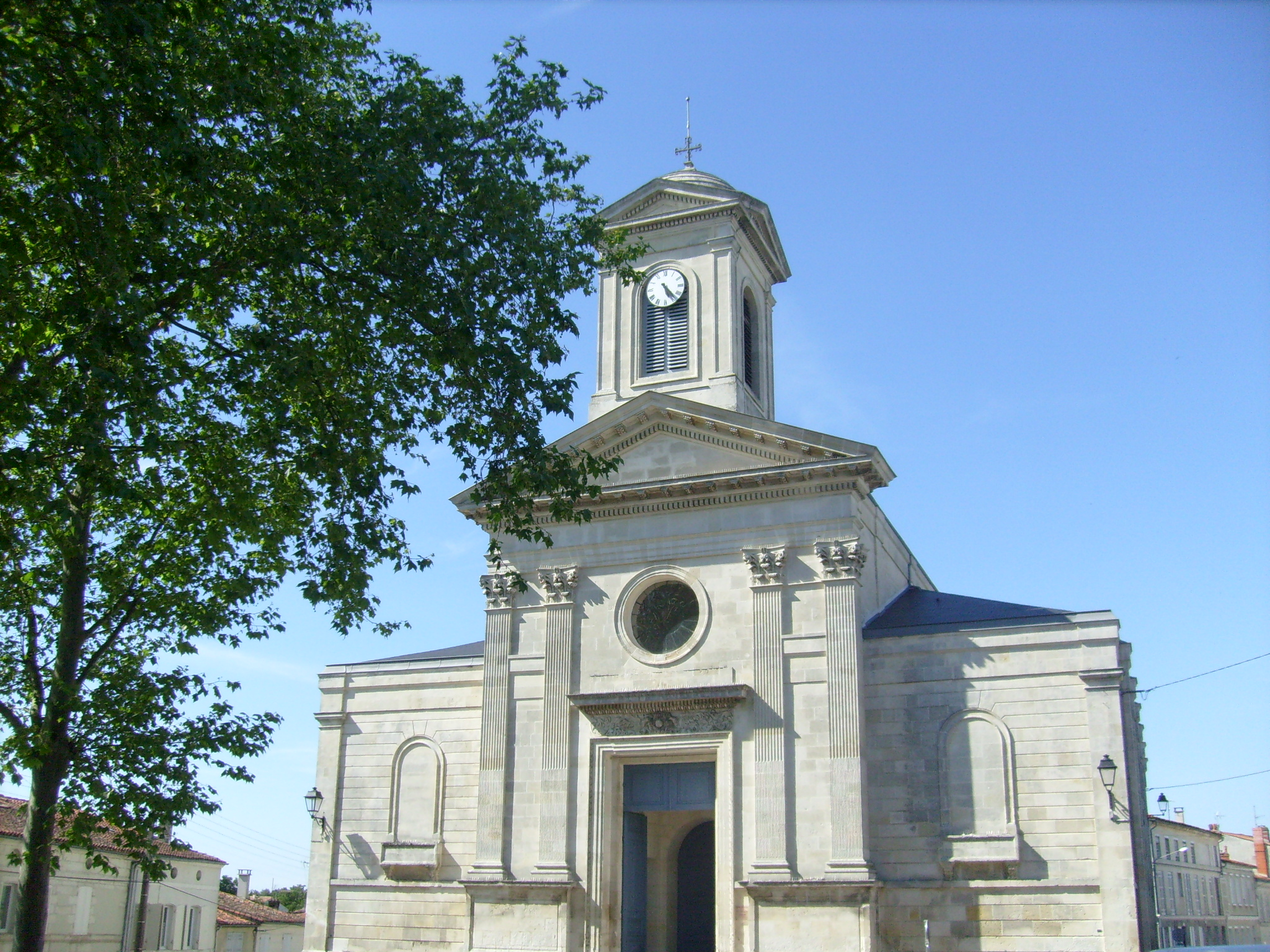
L'église Saint-Vivien, à Saintes.

Devenue vétuste, l'église Saint-Vivien a été entièrement démolie en 1840 et reconstruite.

## Reliques de saint Vivien
Le corps entier de saint Vivien fut conservé dans le tombeau jusqu'au IXe siècle, moment où une partie fut translatée à Figeac par les moines de cette abbaye pour les protéger des pillages des Normands. Au XIe siècle, La Vie, la Translation et les Miracles de saint Vivien rapporte une trentaine de miracles arrivés autour de l’an mil, à l’occasion de conciles de paix et de fêtes annuelles de la Saint-Vivien.
En 1329, cette partie fut tirée du trésor de l'abbaye Figeac par Bertand de Cardaillac, évêque de Cahors pour être exposée à la vénération des fidèles. L'abbaye Saint-Vivien de Figeac fut prise en 1577 par les calvinistes qui ont profané l'église abbatiale et ses tombes, puis qui l'ont incendiée et provoqué l'effondrement de ses voutes en sapant les piliers. Les protestants restèrent maîtres de la ville jusqu'en 1623, et la reconstruction n'a commencée qu'en 1635; la dédicace est changée, Saint Vivien n'y occupe qu'une chapelle latérale de l'Église Saint-Sauveur.
Au XVe siècle, Guy de Rochechouart, évêque de Saintes, envoya une autre portion du saint à l'église paroissiale de Rouen église Saint-Vivien bâtie depuis plusieurs siècles sous ce vocable. C'est là que saint Vivien est devenu le patron des tisseurs de draps. L'église Saint Vivien de Saintes a été profanée et détruite par les calvinistes au XVIe siècle et reconstruite seulement en 1617, en sorte qu'il ne reste probablement plus rien des reliques de Saint Vivien en-dehors de celles qui sont conservées à Rouen.

## Source
- Abbé P.-Th. Grasilier, membre de la Société de Numismatique et d'archéologie, " Notice biographique sur les évêques de Saintes ", in Recueil des actes de la Commission arts & monuments historiques de la Charente-Inférieure, Saintes, imprimerie Hus, 1877